# Andrzej Horubała
Andrzej Horubała (ur. 14 stycznia 1962 w Warszawie) – polski pisarz, krytyk literacki, reżyser i scenarzysta telewizyjny, producent filmowy.

## Życiorys
Absolwent VI Liceum Ogólnokształcącego im. Tadeusza Reytana w Warszawie (1980) i Wydziału Polonistyki Uniwersytetu Warszawskiego.
Od grudnia 1980 przewodniczący NZS Wydziału Polonistyki UW, współzałożyciel biuletynu Centrum Informacji Akademickiej NZS UW (CIA), po wprowadzeniu stanu wojennego w Polsce 13 grudnia 1981 – aktywny w strukturach „Solidarności”, współzałożyciel Akademickiego Ruchu Samoobrony (ARS), współpracownik, a później członek redakcji tygodnika Międzyzakładowego Komitetu Koordynacyjnego „Wola”, publikował m.in. w „Woli”, „Kulturze Niezależnej” i „Almanachu Humanistycznym”.
W 1986 nauczyciel języka polskiego w XXXIV L.O.
Po 1989 związany z „Tygodnikiem Literackim” i magazynem „Debata”. Autor monodramu Mono (1991), powieści Farciarz (2003), Umoczeni (2004), Przesilenie (2010), Wdowa smoleńska albo niefart (2021), opowiadania Mniszek (2019), tomu opowiadań Incydenty (2024) oraz zbiorów szkiców krytycznych Marzenie o chuliganie (1999), Żeby Polska była sexy i inne szkice polemiczne (2011), Droga do Poznania i inne zapiski (2015), Byliśmy tacy zakochani (2018) i Ostatni akord (2020).
W latach 1994–1996 szef widowisk artystycznych i rozrywkowych w TVP1. Członek tzw. ekipy Pampersów. Dyrektor Festiwalu w Opolu oraz w Sopocie w 1995. Współtwórca nagrody branży muzycznej „Fryderyk”. W latach 2000–2001 dyrektor programowy TV Puls.
Reżyserował znane cykle telewizyjne: „Tygodnik Moralnego Niepokoju”, „Miesięcznik Moralnego Niepokoju”, „Wojciech Cejrowski – Boso przez świat”, „TelePeeReLe” (z udziałem kabaretu Elita), „Lekka jazda Mazurka i Zalewskiego”, „Wieczór z wampirem”, „Wieczór z Jagielskim” oraz filmy dokumentalne 2 Tm 2,3 – rock chrześcijański (o grupie muzycznej 2 Tm 2,3), Gugul – rzecz o nauczycielu, Rodowody niepokornych i – wspólnie z Wojciechem Klatą – System 09, a także Fantazmaty Powstania Warszawskiego. Współpracował m.in. z TVP, TV Puls, RTL7.
Publikował w tygodniku „Uważam Rze” oraz dodatku „Rzeczpospolitej” – „Plus Minus”. W styczniu 2013 został zastępcą redaktora naczelnego tygodnika „Do Rzeczy”. W kwietniu 2018 odszedł z redakcji tego czasopisma na znak protestu wobec niemożności skrytykowania na jego łamach antysemickiej wypowiedzi Rafała Ziemkiewicza.
Od 2014 był członkiem jury Nagrody Literackiej i Historycznej Identitas, od 2013 członkiem kapituły Nagrody Strażnik Pamięci.
W 1999 wyróżniony przez ministra kultury i sztuki Andrzeja Zakrzewskiego odznaką „Zasłużony Działacz Kultury” za aktywność w podziemnym ruchu wydawniczym i kulturalnym. W 2017 odznaczony przez prezydenta Andrzeja Dudę Krzyżem Wolności i Solidarności oraz Krzyżem Oficerskim Orderu Odrodzenia Polski.
Mąż Agnieszki, ojciec ośmiorga dzieci.